# Cànac de Sició el vell

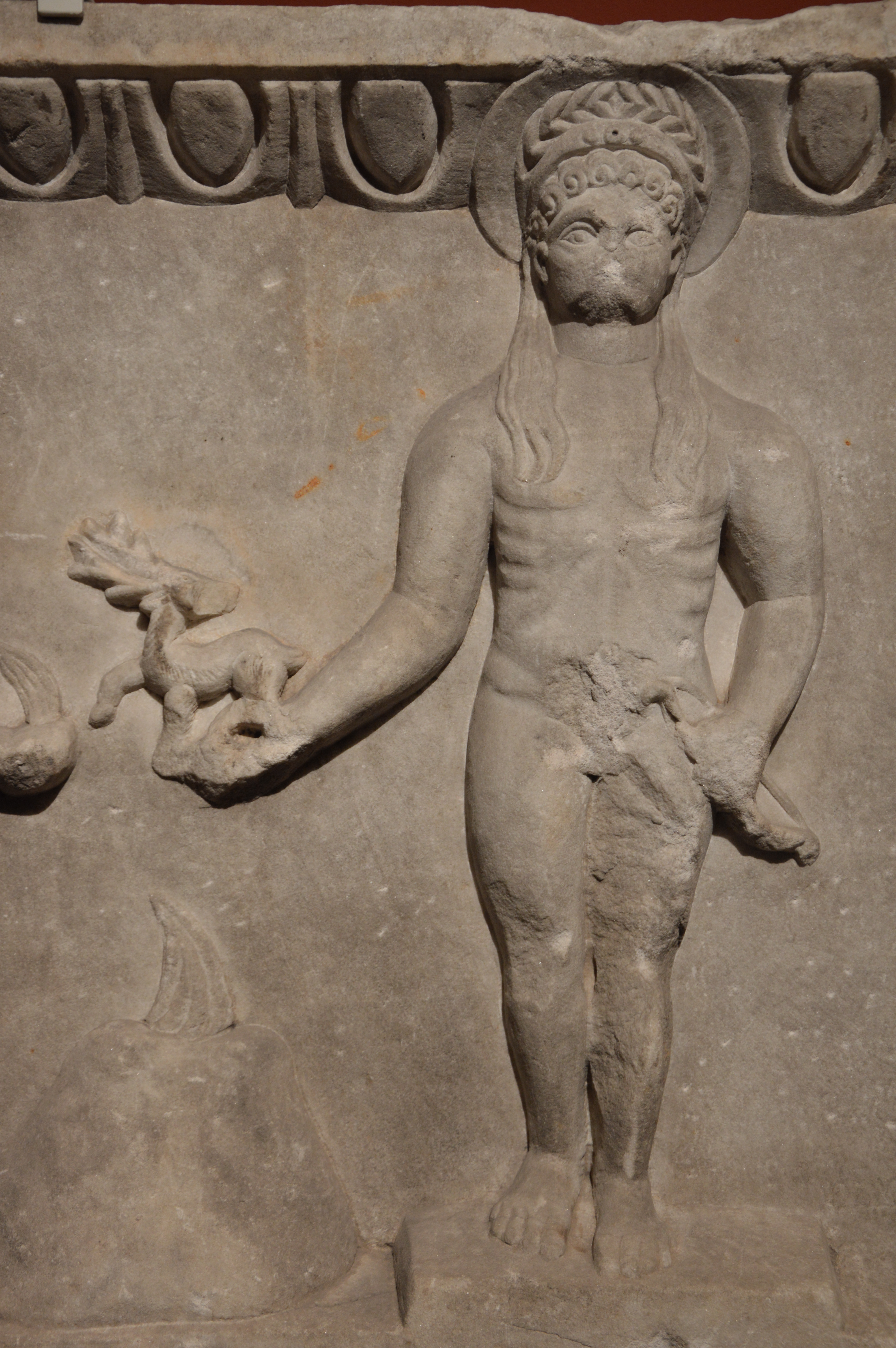
Relleu del culte a Apollo. Museu de Pèrgam.

Cànac de Sició (en llatí Canachus, en grec antic Κάναχος "Kánakhos") va ser un escultor grec nascut a Sició, del que no se'n sap amb certesa en quins anys va viure.
Es menciona una obra seva que havia de ser executada abans de la 75 Olimpíada, i unes altres fetes 80 anys més tard, cosa realment impossible. Se sap que en realitat hi havia dos Cànac de Sició, avi i net, conegut com a Cànac de Sició el jove. L'obra acabada l'any 480 aC era una estàtua colossal d'Apol·lo Filesi a Milet, que Xerxes I de Pèrsia es va emportar a Ecbàtana després de la seva derrota davant dels grecs a la batalla de Salamina. Se suposa que Cànac va florir entre les Olimpíades 60 i 60, i aquests 32 anys van ser els de la seva màxima producció, coincidint així amb l'escultor Cal·lon d'Egina, amb el que era contemporani, segons diu Pausànias. També va ser contemporani d'Agelades, i ell (hi ha qui diu que potser el seu net) va elaborar juntament amb Agelades i Arístocles de Sició, tres muses que representaven els etils cromàtics de la música grega.
A més d'aquestes obres Plini el Vell menciona uns cavalls (κελητίζοντες), i Pausànias una estàtua d'Afrodita elaborada amb or i ivori, una d'Apol·lo Ismeni a Tebes feta de cedre i el colossal Apol·lo Filesi, que era de bronze, i on es reconeixia immediatament l'estil de l'artista.